# Albergaria da Serra
Albergaria da Serra ist ein Ort und eine ehemalige Gemeinde (Freguesia) im portugiesischen Kreis (Concelho) von Arouca. In der Gemeinde lebten 105 Einwohner (Stand 30. Juni 2011).

## Geografie
Albergaria da Serra liegt etwa zehn Kilometer südlich der Kreisstadt Arouca, südlich an der Serra da Freita. Der Caima entspringt hier.

## Geschichte
Funde belegen eine vorgeschichtliche Besiedlung. Die heutige Gemeinde entstand vermutlich im Verlauf der Wiederbesiedlungen nach der Reconquista. Mitte des 12. Jahrhunderts gründete hier die portugiesische Königin Mathilde von Savoyen eine Herberge für Pilger, woraus der Ortsname sich ableitet (Albergaria, port. für Herberge). Ab 1257 gehörte die Gemeinde zum Kloster Arouca.
Der Ort war Anfang des 13. Jahrhunderts als Albergaria de Monte Fuste bekannt. Er hieß im Laufe der Zeit Albergaria da Serra (dt. Bergherberge), dann "Nossa Senhora da Assunção de Albergaria" (dt. Unsere Liebe Frau der Himmelfahrt von Albergaria), und etwa seit Anfang des 19. Jahrhunderts Albergaria das Cabras (dt. Ziegenherberge). Im Verlauf des 20. Jahrhunderts kehrte die Ortsbezeichnung dann zur heutigen Form zurück.
Am 29. September 2013 wurden die Gemeinden Albergaria da Serra und Cabreiros zur neuen Gemeinde União das Freguesias de Cabreiros e Albergaria da Serra zusammengefasst.

## Kultur und Sehenswürdigkeiten
Der 75 Meter hohe Wasserfall Frecha da Mizarela stellt zunehmend einen touristischen Anziehungspunkt dar.

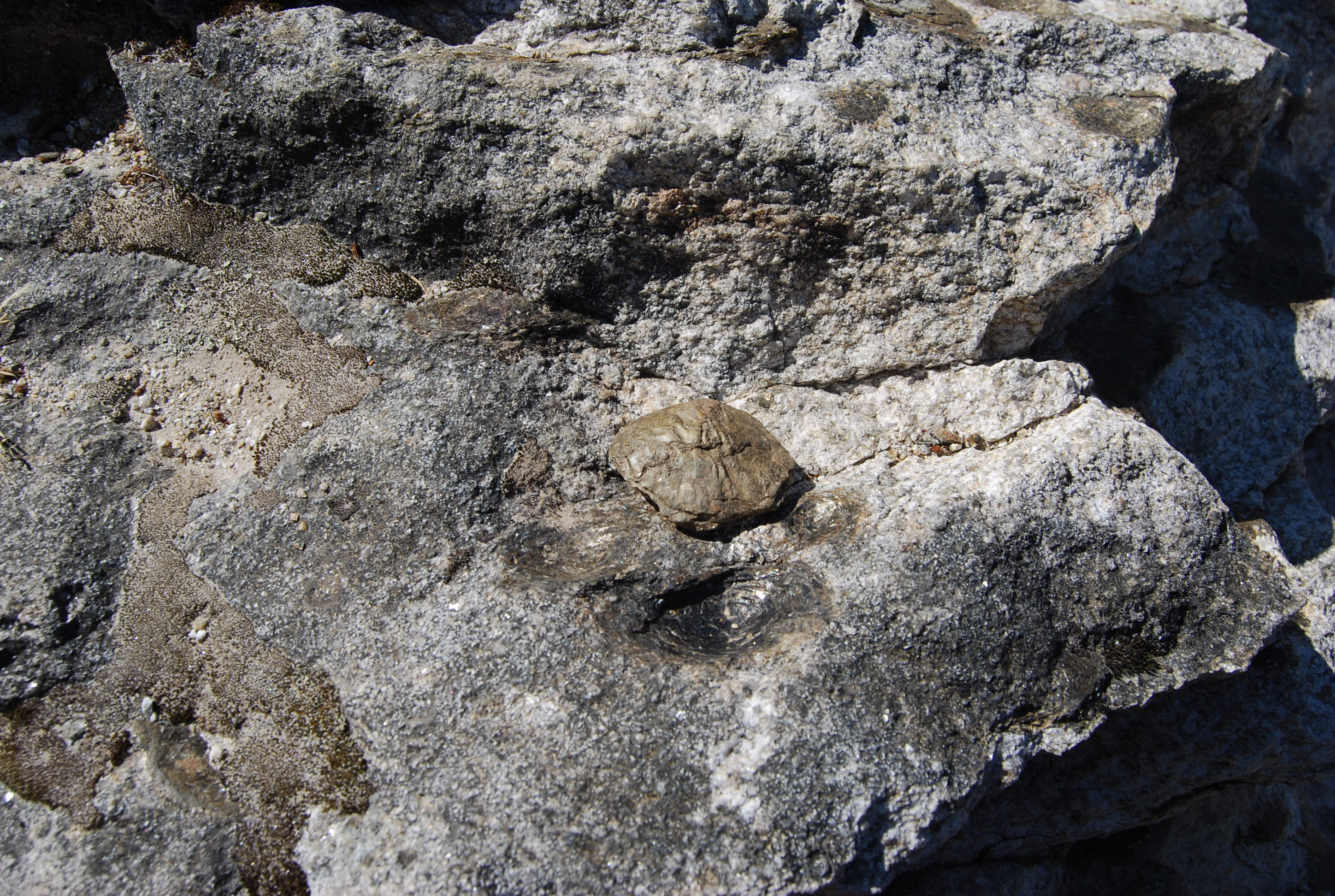
In den Pedras Parideiras da Serra da Freita

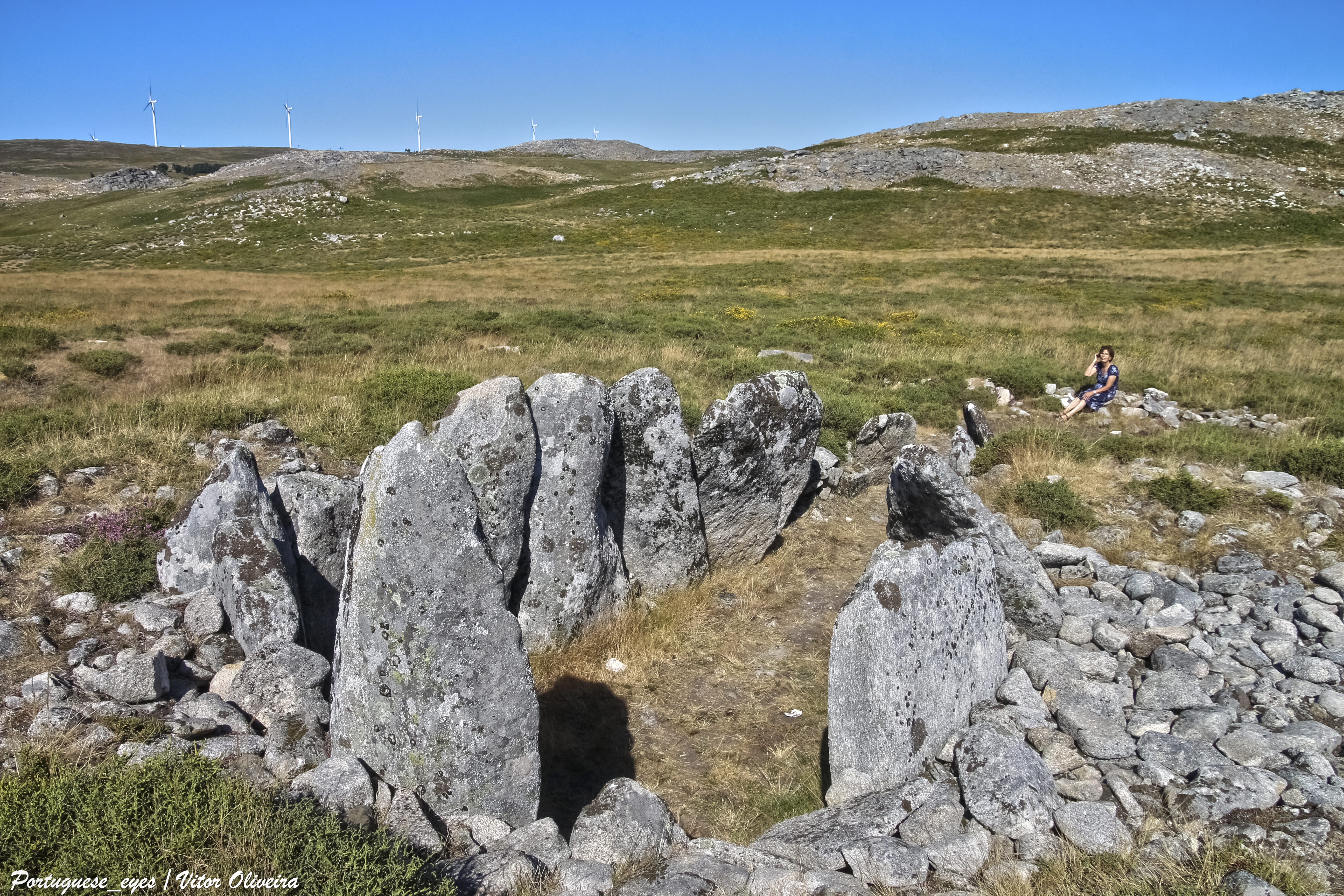
Mamoa da Portela da Anta

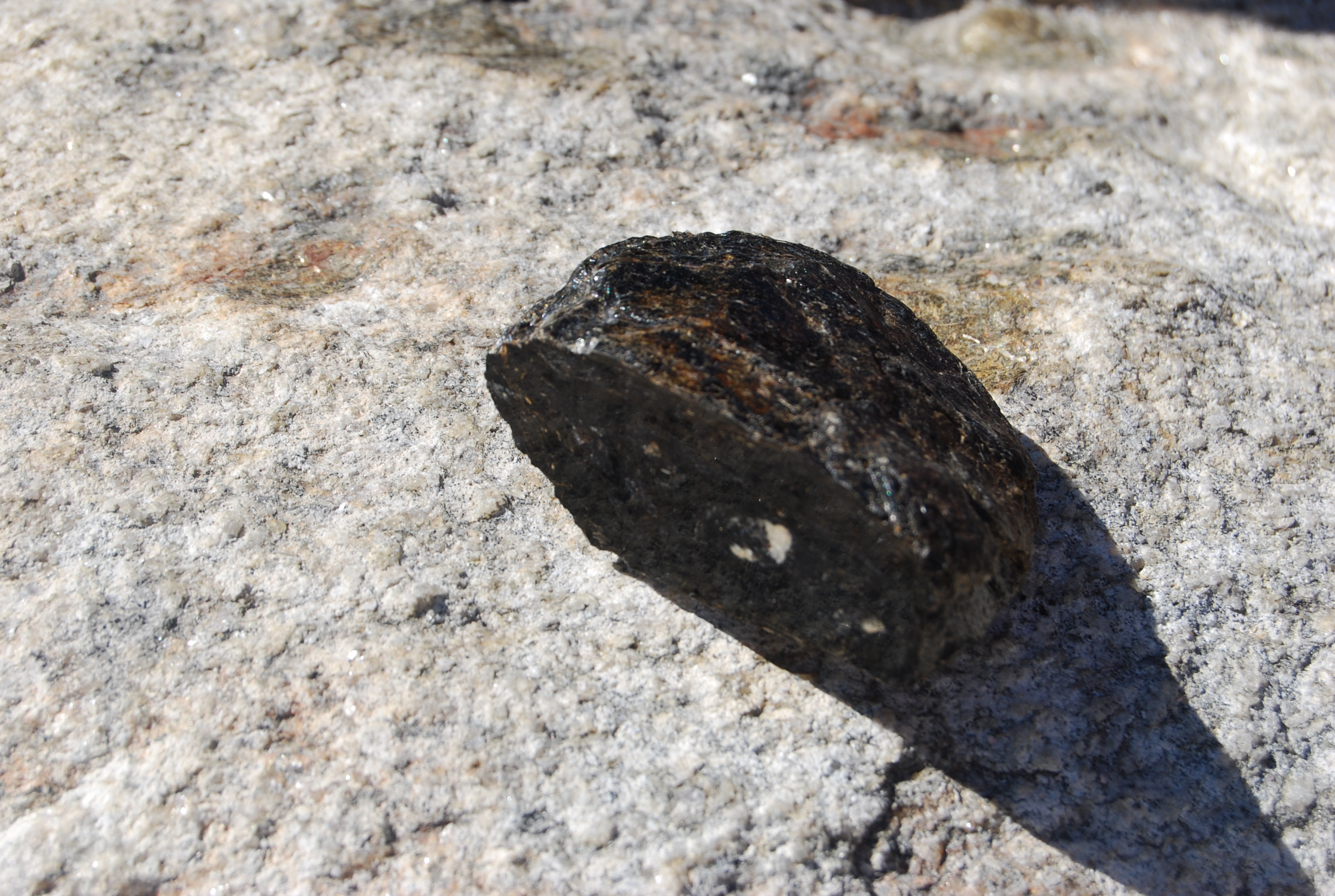
Pedras Parideiras da Serra da Freita

Die spät-neolithische Megalithanlage Mamoa da Portela de Anta stammt aus dem dritten bis vierten Jahrtausend v. Chr.
Die aus Granit und anderem Mineralstein bestehende Felsformation Pedras Parideiras da Serra da Freita (dt. Gebärende Steine der Serra da Freita) ist denkmalgeschützt. Biotit-Einschlüsse lösen sich hier aus den Granitfelsen, worauf sich der Name bezieht.
Von der mittelalterlichen namensgebenden Herberge sind kaum wesentlichen Teile erhalten geblieben. Sie wurde jedoch mehrmals erweitert. Aus einer dieser Erweiterungen stammt ein erhalten gebliebener, 1641 errichteter Mauerblock aus Granittafeln, welche mit Gravuren und Schriften versehen wurden. Diese Lápide da Albergaria da Serra ist als Baudenkmal geschützt.
Auch die barocke einschiffe Gemeindekirche Igreja Paroquial de Albergaria da Serra (nach ihrer Schutzpatronin auch Igreja de Nossa Senhora da Assunção, dt.: Kirche unserer lieben Frau der Himmelfahrt) steht unter Denkmalschutz.